# Jahndenkmal (Köln)

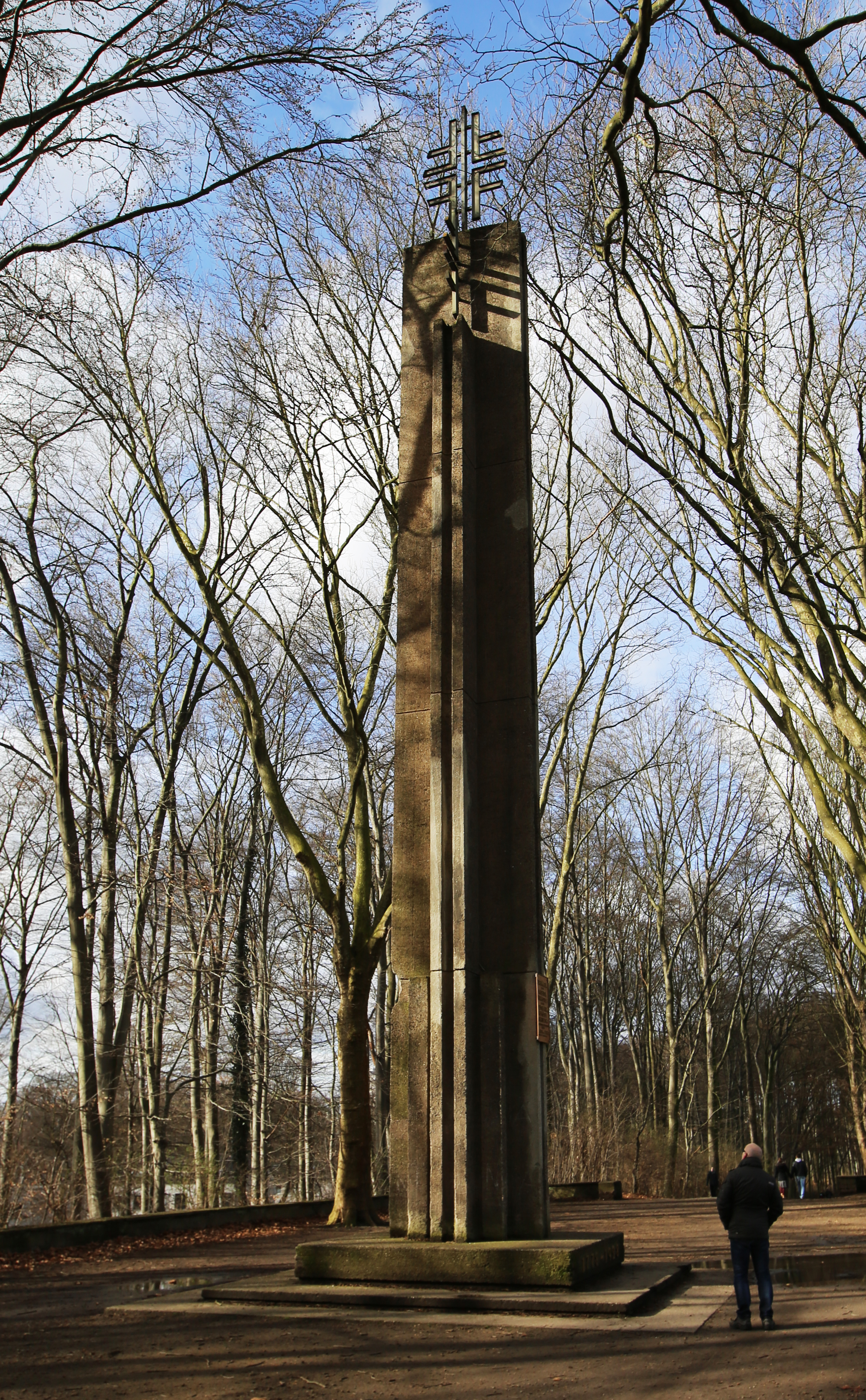
Jahndenkmal in Köln-Müngersdorf

Das Jahndenkmal in Köln-Müngersdorf wurde am 21. Juli 1928 aus Anlass des 150. Geburtstags von Friedrich Ludwig Jahn zum Auftakt des Deutschen Turnfests enthüllt. Bei dem Festakt anwesend waren ein Urenkel Jahns, der aus Chicago angereist war, sowie der Vorsitzende der Deutschen Turnerschaft, Oskar Berger. Es ist eins von rund 330 Denkmälern für Turnvater Jahn in Deutschland.

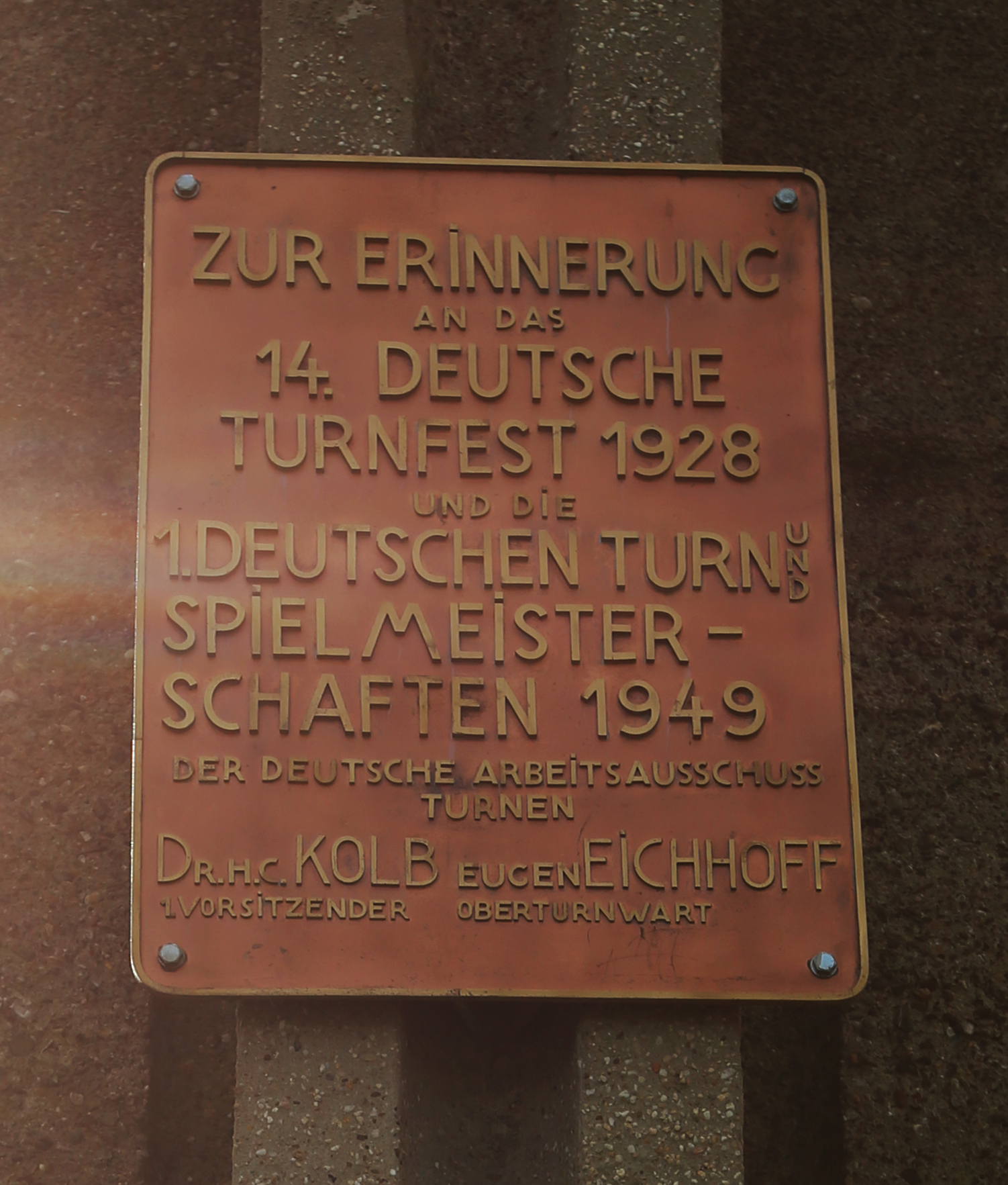
Tafel zur Erinnerung an das Turnfest sowie an die Turnspielmeisterschaften 1949

## Beschreibung und Lage
Das Kölner Jahndenkmal besteht aus einem 15 Meter hohen Eisenbetonpfeiler. Dieser wird von vier kreuzförmig angeordneten „F“ in stilisierter From gekrönt, dem Turnerkreuz. Die vier „F“, aus denen das Kreuz gebildet wird, stehen für das Motto der Deutschen Turnerschaft „Frisch, Fromm, Fröhlich, Frei“. Das Denkmal entworfen hatte der Architekt und damalige Kölner Stadtbaudirektor Adolf Abel. Abel zeichnete unter anderem auch für die nach ihm benannten Abelbauten aus Backstein vor dem Rheinenergiestadion, für die Rheinhallen und den Messeturm der Kölner Messe sowie das Hauptgebäude der Universität zu Köln verantwortlich.
Das Denkmal befindet sich auf einer Anhöhe an der Südseite der Jahnwiese, die wie der südöstlich gelegene Adenauerhügel aus dem Aushub für den dazwischenliegenden Adenauerweiher entstanden ist. Der Hügel war ursprünglich ein als Zuschauertribüne gedachter Erdwall, zu dem eine breite Treppe hinaufführt und von dem aus die Jahnwiesen gut überblickt werden konnten. Anfangs war das Denkmal weithin sichtbar, was inzwischen hohe Bäume verhindern.
Später wurde an der Säule eine Tafel angebracht, die an das Turnfest von 1928 sowie an die Deutschen Turnspielmeisterschaften 1949 in Köln erinnert. Im Jahr 2011 war diese Tafel im Rahmen der Ausstellung In Bewegung – 200 Jahre Turnen im Deutschen Sport & Olympia Museum in Köln zu sehen. Anschließend restaurierte ein Mitglied des Deutschen Turner-Bundes die Gedenktafel, die im März 2012 in „feierlicher Zeremonie“ erneut an der Säule angebracht wurde.